# Großer Preis von Japan 2016
Der Große Preis von Japan 2016 (offiziell 2016 Formula 1 Emirates Japanese Grand Prix) fand am 9. Oktober auf dem Suzuka International Racing Course in Suzuka statt und war das 17. Rennen der Formel-1-Weltmeisterschaft 2016.

## Bericht

### Hintergründe
Nach dem Großen Preis von Malaysia führte Nico Rosberg in der Fahrerwertung mit 23 Punkten vor Lewis Hamilton und mit 84 Punkten vor Daniel Ricciardo. In der Konstrukteurswertung führte Mercedes mit 196 Punkten vor Red Bull und mit 240 Punkten vor Ferrari.
Beim Großen Preis von Japan stellte Pirelli den Fahrern die Reifenmischungen P Zero Hard (orange), P Zero Medium (weiß) und P Zero Soft (gelb) sowie für Nässe Cinturato Intermediates (grün) und Cinturato Full-Wets (blau) zur Verfügung.
Wie im Vorjahr gab es lediglich eine DRS-Zone auf der Start-Ziel-Geraden, der Messpunkt befand sich 50 Meter vor der Casio Triangle.
Felipe Nasr, Rosberg (jeweils sechs), Esteban Gutiérrez, Daniil Kwjat, Kimi Räikkönen (jeweils fünf), Valtteri Bottas, Sebastian Vettel, Pascal Wehrlein (jeweils vier), Sergio Pérez, Max Verstappen (jeweils drei), Fernando Alonso, Marcus Ericsson, Romain Grosjean, Nico Hülkenberg, Esteban Ocon und Jolyon Palmer (jeweils zwei) gingen mit Strafpunkten ins Rennwochenende.
Mit Vettel (viermal), Hamilton (dreimal), Alonso (zweimal), Räikkönen und Jenson Button (jeweils einmal) traten fünf ehemalige Sieger zu diesem Grand Prix an. Alonso und Hamilton gewannen den Großen Preis von Japan jeweils einmal, als das Rennen 2007 und 2008 auf dem Fuji Speedway ausgetragen wurde.
Als Rennkommissare fungierten Garry Connelly (AUS), Takashi Mitarashi (JAP), Emanuele Pirro (ITA) sowie Vincenzo Spano (VEN).

### Training
Im ersten freien Training war Rosberg mit einer Rundenzeit von 1:32,431 Minuten Schnellster vor Hamilton und Vettel.
Auch im zweiten freien Training fuhr Rosberg in 1:32,250 Minuten die Bestzeit vor Hamilton und Räikkönen.
Rosberg war im dritten freien Training mit einer Rundenzeit von 1:32,092 Minuten erneut Schnellster vor Ricciardo und Vettel.

### Qualifying
Das Qualifying bestand aus drei Teilen mit einer Nettolaufzeit von 45 Minuten. Im ersten Qualifying-Segment (Q1) hatten die Fahrer 18 Minuten Zeit, um sich für das Rennen zu qualifizieren. Alle Fahrer, die im ersten Abschnitt eine Zeit erzielten, die maximal 107 Prozent der schnellsten Rundenzeit betrug, qualifizierten sich für den Grand Prix. Die besten 16 Fahrer erreichten den nächsten Teil. Vettel war Schnellster. Die Manor- und die Sauber-Piloten, Kevin Magnussen und Button schieden aus.
Der zweite Abschnitt (Q2) dauerte 15 Minuten. Die schnellsten zehn Piloten qualifizierten sich für den dritten Teil des Qualifyings. Rosberg war Schnellster. Palmer, Alonso, die Toro Rosso- und die Williams-Piloten schieden aus.
Der finale Abschnitt (Q3) ging über eine Zeit von zwölf Minuten, in denen die ersten zehn Startpositionen vergeben wurden. Rosberg fuhr mit einer Rundenzeit von 1:30,647 Minuten die Bestzeit vor Hamilton und Räikkönen. Es war die 30. Pole-Position für Rosberg, davon die achte der Saison.
Vettel wurde in der Startaufstellung um drei Positionen nach hinten versetzt, da er beim Großen Preis von Malaysia eine Kollision mit Rosberg verursacht hatte und anschließend ausgeschieden war, so dass dort keine Bestrafung mehr vorgenommen werden konnte.
Räikkönen und Wehrlein wurden wegen eines vorzeitigen Getriebewechsels um fünf Startplätze nach hinten versetzt. Button erhielt für den Wechsel der Antriebseinheit eine Startplatzstrafe in Höhe von 35 Plätzen.

### Rennen
Hamilton fiel zu Beginn des Rennens aufgrund eines schlechten Starts, der noch dadurch verstärkt wurde, dass er sich auf der nasseren Seite der Startaufstellung befand, auf den achten Platz zurück. Polesetter Rosberg führte das Rennen vor Verstappen und Pérez an. Hinter dem Mexikaner lag Ricciardo vor Vettel, doch der Ferrari-Pilot schnappte sich bereits in der ersten Runde den vierten Platz. Der Deutsche eroberte in der zweiten Runde dann auch die zweite Position zurück, als er Pérez überholte.
Weiter hinten, in Runde fünf, übernahm Räikkönen den sechsten Platz von Hülkenberg, der zwei Runden später auch gegen Hamilton verlor. In der zehnten Runde machten die beiden Red Bull Racing-Fahrer ihren ersten Stopp. In Runde elf war dann Hülkenberg an der Reihe, zwei Runden später folgten Rosberg, die beiden Ferrari und Pérez. Hamilton wartete bis zum 13. Runde. In derselben Runde überholte Räikkönen sowohl Pérez als auch Palmer und war nun Achter.
Die beiden Williams, die keine Reifen gewechselt hatten, lagen nun in Führung. Allerdings waren die beiden langsam und fielen in den folgenden Runden in der Gesamtwertung zurück. Hamilton erholte sich ebenfalls weiterhin von seinem schlechten Start und war nun Vierter hinter Vettel. Das Rennen wurde zu diesem Zeitpunkt von Rosberg vor Verstappen angeführt. Hinter Hamilton lag Ricciardo vor Räikkönen, der wiederum vor den beiden Force India lag.
Die beiden Williams machten ihren Stopp zwischen der 25. und 27. Runde, während Räikkönen bereits in Runde 26 zum zweiten Mal anhielt. Unter den anderen führenden Fahrern war Hülkenberg, der sich für Medium entschied, in Runde 29 der Erste, der zum zweiten Mal anhielt. In den folgenden Runden wechselten alle ihre Reifen zum zweiten Mal. Die Rangliste blieb unverändert.
Gegen Ende des Rennens näherte sich Hamilton Verstappen und versuchte, ihn in der letzten Schikane in Runde 52 anzugreifen. Der Niederländer wehrte sich und behauptete seinen zweiten Platz.
Rosberg gewann schlussendlich das Rennen vor Verstappen und Hamilton. Es war der 23. und letzte Sieg für Rosberg in der Formel-1-Weltmeisterschaft, davon der neunte der Saison. Verstappen erreichte die sechste Podiumsplatzierung der Saison, Hamilton die 13. Für ihn war es zudem das 100. Mal, dass er in der Formel-1-Weltmeisterschaft eine Podestplatzierung erreichte. Er war somit der dritte Fahrer, dem dies nach Alain Prost und Michael Schumacher gelang. Die restlichen Punkteplatzierungen erzielten Vettel, Räikkönen, Ricciardo, Pérez, Hülkenberg, Felipe Massa und Bottas. Zum zweiten Mal in Folge beendete beim Großen Preis von Japan alle Teilnehmer das Rennen.
In der Fahrer- und der Konstrukteurswertung blieben die ersten drei Positionen unverändert. In der Fahrerwertung hatten nur noch Rosberg und Hamilton Titelchancen, außerdem stand Mercedes nach dem Rennen bereits als Konstrukteursweltmeister fest.

## Meldeliste
| Team                          | Nr. | Fahrer            | Chassis                | Motor                       | Reifen |
| ----------------------------- | --- | ----------------- | ---------------------- | --------------------------- | ------ |
| Mercedes AMG Petronas F1 Team | 44  | Lewis Hamilton    | Mercedes F1 W07 Hybrid | Mercedes-Benz PU106C Hybrid | P      |
| Mercedes AMG Petronas F1 Team | 06  | Nico Rosberg      | Mercedes F1 W07 Hybrid | Mercedes-Benz PU106C Hybrid | P      |
| Scuderia Ferrari              | 05  | Sebastian Vettel  | Ferrari SF16-H         | Ferrari 059/5               | P      |
| Scuderia Ferrari              | 07  | Kimi Räikkönen    | Ferrari SF16-H         | Ferrari 059/5               | P      |
| Williams Martini Racing       | 19  | Felipe Massa      | Williams FW38          | Mercedes-Benz PU106C Hybrid | P      |
| Williams Martini Racing       | 77  | Valtteri Bottas   | Williams FW38          | Mercedes-Benz PU106C Hybrid | P      |
| Red Bull Racing               | 03  | Daniel Ricciardo  | Red Bull RB12          | TAG Heuer                   | P      |
| Red Bull Racing               | 33  | Max Verstappen    | Red Bull RB12          | TAG Heuer                   | P      |
| Sahara Force India F1 Team    | 27  | Nico Hülkenberg   | Force India VJM09      | Mercedes-Benz PU106C Hybrid | P      |
| Sahara Force India F1 Team    | 11  | Sergio Pérez      | Force India VJM09      | Mercedes-Benz PU106C Hybrid | P      |
| Renault Sport F1 Team         | 20  | Kevin Magnussen   | Renault R.S.16         | Renault Energy F1 2016      | P      |
| Renault Sport F1 Team         | 30  | Jolyon Palmer     | Renault R.S.16         | Renault Energy F1 2016      | P      |
| Scuderia Toro Rosso           | 26  | Daniil Kwjat      | Toro Rosso STR11       | Ferrari 059/4               | P      |
| Scuderia Toro Rosso           | 55  | Carlos Sainz jr.  | Toro Rosso STR11       | Ferrari 059/4               | P      |
| Sauber F1 Team                | 09  | Marcus Ericsson   | Sauber C35             | Ferrari 059/5               | P      |
| Sauber F1 Team                | 12  | Felipe Nasr       | Sauber C35             | Ferrari 059/5               | P      |
| McLaren Honda                 | 14  | Fernando Alonso   | McLaren MP4-31         | Honda RA616H                | P      |
| McLaren Honda                 | 22  | Jenson Button     | McLaren MP4-31         | Honda RA616H                | P      |
| Manor Racing MRT              | 94  | Pascal Wehrlein   | Manor MRT05            | Mercedes-Benz PU106C Hybrid | P      |
| Manor Racing MRT              | 31  | Esteban Ocon      | Manor MRT05            | Mercedes-Benz PU106C Hybrid | P      |
| Haas F1 Team                  | 08  | Romain Grosjean   | Haas VF-16             | Ferrari 059/5               | P      |
| Haas F1 Team                  | 21  | Esteban Gutiérrez | Haas VF-16             | Ferrari 059/5               | P      |

## Klassifikationen

### Qualifying
| Pos.                                                                      | Fahrer            | Konstrukteur         | Q1       | Q2       | Q3       | Start |
| ------------------------------------------------------------------------- | ----------------- | -------------------- | -------- | -------- | -------- | ----- |
| 01                                                                        | Nico Rosberg      | Mercedes             | 1:31,858 | 1:30,714 | 1:30,647 | 01    |
| 02                                                                        | Lewis Hamilton    | Mercedes             | 1:32,218 | 1:31,129 | 1:30,660 | 02    |
| 03                                                                        | Kimi Räikkönen    | Ferrari              | 1:31,674 | 1:31,406 | 1:30,949 | 08    |
| 04                                                                        | Sebastian Vettel  | Ferrari              | 1:31,659 | 1:31,227 | 1:31,028 | 06    |
| 05                                                                        | Max Verstappen    | Red Bull-TAG Heuer   | 1:32,487 | 1:31,489 | 1:31,178 | 03    |
| 06                                                                        | Daniel Ricciardo  | Red Bull-TAG Heuer   | 1:32,538 | 1:31,719 | 1:31,240 | 04    |
| 07                                                                        | Sergio Pérez      | Force India-Mercedes | 1:32,682 | 1:32,237 | 1:31,961 | 05    |
| 08                                                                        | Romain Grosjean   | Haas-Ferrari         | 1:32,458 | 1:32,176 | 1:31,961 | 07    |
| 09                                                                        | Nico Hülkenberg   | Force India-Mercedes | 1:32,448 | 1:32,200 | 1:32,142 | 09    |
| 10                                                                        | Esteban Gutiérrez | Haas-Ferrari         | 1:32,620 | 1:32,155 | 1:32,547 | 10    |
| 11                                                                        | Valtteri Bottas   | Williams-Mercedes    | 1:32,383 | 1:32,315 | –        | 11    |
| 12                                                                        | Felipe Massa      | Williams-Mercedes    | 1:32,562 | 1:32,380 | –        | 12    |
| 13                                                                        | Daniil Kwjat      | Toro Rosso-Ferrari   | 1:32,645 | 1:32,623 | –        | 13    |
| 14                                                                        | Carlos Sainz jr.  | Toro Rosso-Ferrari   | 1:32,789 | 1:32,685 | –        | 14    |
| 15                                                                        | Fernando Alonso   | McLaren-Honda        | 1:32,819 | 1:32,689 | –        | 15    |
| 16                                                                        | Jolyon Palmer     | Renault              | 1:32,796 | 1:32,807 | –        | 16    |
| 17                                                                        | Jenson Button     | McLaren-Honda        | 1:32,851 | –        | –        | 22    |
| 18                                                                        | Kevin Magnussen   | Renault              | 1:33,023 | –        | –        | 17    |
| 19                                                                        | Marcus Ericsson   | Sauber-Ferrari       | 1:33,222 | –        | –        | 18    |
| 20                                                                        | Felipe Nasr       | Sauber-Ferrari       | 1:33,332 | –        | –        | 19    |
| 21                                                                        | Esteban Ocon      | Manor-Mercedes       | 1:33,353 | –        | –        | 20    |
| 22                                                                        | Pascal Wehrlein   | Manor-Mercedes       | 1:33,561 | –        | –        | 21    |
| 107-Prozent-Zeit: 1:38,075 min (bezogen auf Q1-Bestzeit von 1:31,659 min) |                   |                      |          |          |          |       |

Anmerkungen
1. ↑  Räikkönen wurde wegen eines vorzeitigen Getriebewechsels um fünf Startplätze nach hinten versetzt
2. ↑  Vettel wurde für das Verursachen einer Kollision beim Großen Preis von Malaysia um drei Startplätze nach hinten versetzt
3. ↑  Button wurde wegen eines Wechsels der Antriebseinheit um 35 Startplätze nach hinten versetzt
4. ↑  Wehrlein wurde wegen eines vorzeitigen Getriebewechsels um fünf Startplätze nach hinten versetzt

### Rennen
| Pos. | Fahrer            | Konstrukteur         | Runden | Stopps | Zeit        | Start | Schnellste Runde |
| ---- | ----------------- | -------------------- | ------ | ------ | ----------- | ----- | ---------------- |
| 01   | Nico Rosberg      | Mercedes             | 53     | 2      | 1:26:43,333 | 01    | 1:36,049 (31.)   |
| 02   | Max Verstappen    | Red Bull-TAG Heuer   | 53     | 2      | + 4,978     | 03    | 1:36,386 (43.)   |
| 03   | Lewis Hamilton    | Mercedes             | 53     | 2      | + 5,776     | 02    | 1:35,152 (26.)   |
| 04   | Sebastian Vettel  | Ferrari              | 53     | 2      | + 20,269    | 06    | 1:35,118 (36.)   |
| 05   | Kimi Räikkönen    | Ferrari              | 53     | 2      | + 28,370    | 08    | 1:35,990 (33.)   |
| 06   | Daniel Ricciardo  | Red Bull-TAG Heuer   | 53     | 2      | + 33,941    | 04    | 1:35,511 (36.)   |
| 07   | Sergio Pérez      | Force India-Mercedes | 53     | 2      | + 57,495    | 05    | 1:36,756 (31.)   |
| 08   | Nico Hülkenberg   | Force India-Mercedes | 53     | 2      | + 59,177    | 09    | 1:37,351 (39.)   |
| 09   | Felipe Massa      | Williams-Mercedes    | 53     | 1      | + 1:37,763  | 12    | 1:37,785 (35.)   |
| 10   | Valtteri Bottas   | Williams-Mercedes    | 53     | 1      | + 1:38,323  | 11    | 1:37,844 (33.)   |
| 11   | Romain Grosjean   | Haas-Ferrari         | 53     | 2      | + 1:39,254  | 07    | 1:37,020 (32.)   |
| 12   | Jolyon Palmer     | Renault              | 52     | 1      | + 1 Runde   | 16    | 1:37,978 (43.)   |
| 13   | Daniil Kwjat      | Toro Rosso-Ferrari   | 52     | 2      | + 1 Runde   | 13    | 1:37,597 (25.)   |
| 14   | Kevin Magnussen   | Renault              | 52     | 1      | + 1 Runde   | 17    | 1:38,036 (27.)   |
| 15   | Marcus Ericsson   | Sauber-Ferrari       | 52     | 1      | + 1 Runde   | 18    | 1:38,496 (28.)   |
| 16   | Fernando Alonso   | McLaren-Honda        | 52     | 2      | + 1 Runde   | 15    | 1:38,208 (29.)   |
| 17   | Carlos Sainz jr.  | Toro Rosso-Ferrari   | 52     | 2      | + 1 Runde   | 14    | 1:37,723 (41.)   |
| 18   | Jenson Button     | McLaren-Honda        | 52     | 2      | + 1 Runde   | 22    | 1:37,177 (39.)   |
| 19   | Felipe Nasr       | Sauber-Ferrari       | 52     | 1      | + 1 Runde   | 19    | 1:38,544 (28.)   |
| 20   | Esteban Gutiérrez | Haas-Ferrari         | 52     | 2      | + 1 Runde   | 10    | 1:37,775 (30.)   |
| 21   | Esteban Ocon      | Manor-Mercedes       | 52     | 2      | + 1 Runde   | 20    | 1:38,380 (33.)   |
| 22   | Pascal Wehrlein   | Manor-Mercedes       | 52     | 2      | + 1 Runde   | 21    | 1:38,000 (39.)   |

## WM-Stände nach dem Rennen
Die ersten zehn des Rennens bekamen 25, 18, 15, 12, 10, 8, 6, 4, 2 bzw. 1 Punkt(e).

### Fahrerwertung
| Pos. | Fahrer           | Konstrukteur                            | Punkte |
| ---- | ---------------- | --------------------------------------- | ------ |
| 01   | Nico Rosberg     | Mercedes                                | 313    |
| 02   | Lewis Hamilton   | Mercedes                                | 280    |
| 03   | Daniel Ricciardo | Red Bull-TAG Heuer                      | 212    |
| 04   | Kimi Räikkönen   | Ferrari                                 | 170    |
| 05   | Max Verstappen   | Red Bull-TAG Heuer / Toro Rosso-Ferrari | 165    |
| 06   | Sebastian Vettel | Ferrari                                 | 165    |
| 07   | Valtteri Bottas  | Williams-Mercedes                       | 81     |
| 08   | Sergio Pérez     | Force India-Mercedes                    | 80     |
| 09   | Nico Hülkenberg  | Force India-Mercedes                    | 54     |
| 10   | Felipe Massa     | Williams-Mercedes                       | 43     |
| 11   | Fernando Alonso  | McLaren-Honda                           | 42     |
| 12   | Carlos Sainz jr. | Toro Rosso-Ferrari                      | 30     |

| Pos. | Fahrer            | Konstrukteur                            | Punkte |
| ---- | ----------------- | --------------------------------------- | ------ |
| 13   | Romain Grosjean   | Haas-Ferrari                            | 28     |
| 14   | Daniil Kwjat      | Toro Rosso-Ferrari / Red Bull-TAG Heuer | 25     |
| 15   | Jenson Button     | McLaren-Honda                           | 19     |
| 16   | Kevin Magnussen   | Renault                                 | 7      |
| 17   | Jolyon Palmer     | Renault                                 | 1      |
| 18   | Pascal Wehrlein   | Manor-Mercedes                          | 1      |
| 19   | Stoffel Vandoorne | McLaren-Honda                           | 1      |
| 20   | Esteban Gutiérrez | Haas-Ferrari                            | 0      |
| 21   | Marcus Ericsson   | Sauber-Ferrari                          | 0      |
| 22   | Felipe Nasr       | Sauber-Ferrari                          | 0      |
| 23   | Rio Haryanto      | Manor-Mercedes                          | 0      |
| 24   | Esteban Ocon      | Manor-Mercedes                          | 0      |

### Konstrukteurswertung
| Pos. | Konstrukteur         | Punkte |
| ---- | -------------------- | ------ |
| 1    | Mercedes             | 593    |
| 2    | Red Bull-TAG Heuer   | 385    |
| 3    | Ferrari              | 335    |
| 4    | Force India-Mercedes | 134    |
| 5    | Williams-Mercedes    | 124    |
| 6    | McLaren-Honda        | 62     |

| Pos. | Konstrukteur       | Punkte |
| ---- | ------------------ | ------ |
| 07   | Toro Rosso-Ferrari | 47     |
| 08   | Haas-Ferrari       | 28     |
| 09   | Renault            | 8      |
| 10   | Manor-Mercedes     | 1      |
| 11   | Sauber-Ferrari     | 0      |